# Craugastor chac
Craugastor chac är en groddjursart som först beskrevs av Savage 1987.  Craugastor chac ingår i släktet Craugastor och familjen Craugastoridae. IUCN kategoriserar arten globalt som nära hotad. Inga underarter finns listade i Catalogue of Life.